# Божуриште
Божуриште (буг. Божурище) град је у Републици Бугарској, у западном делу земље, седиште истоимене општине Божуриште у оквиру Софијске области.

## Географија
Положај: Божуриште се налази у западном делу Бугарске. Од престонице Софије град је удаљен 14 km северозападно, па је то важно предграђе главног града.
Рељеф: Област Божуришта се налази у западном делу Софијске котлине. Сам град је на приближно 570 m надморске висине.
Клима: Због знатне надморске висине клима у Божуришту је оштрији облик конитненталне климе са планинским утицајима.
Воде: Кроз Божуриште протиче више мањих водотока.

## Историја
Област Божуришта је првобитно било насељено Трачанима, а после њих овом облашћу владају стари Рим и Византија. Јужни Словени ово подручеје насељавају у 7. веку. Од 9. века до 1373. г. област је била у саставу средњовековне Бугарске.
Крајем 14. века област Божуришта је пала под власт Османлија, који владају облашћу 5 векова.
Године 1878. град је постао део савремене бугарске државе. Насеље постоје убрзо средиште окупљања за села у околини, са више јавних установа и трговиштем.
У месту се пре Другог светског рата налазио софијски аеродром Божуриште.

## Становништво
По проценама из 2010. г. Божуриште је имало преко 5.000 ст. Огромна већина градског становништва су етнички Бугари. Остатак су махом Роми. Последњих деценија град има пораст становништва услед ширења градског подручја Софије.
Претежан вероисповест месног становништва је православна.

## Галерија
- Дом културе у Божуришту
- Градска железничка станица
- Аеродром у селу, јуни 1917.